# Georg Grosch

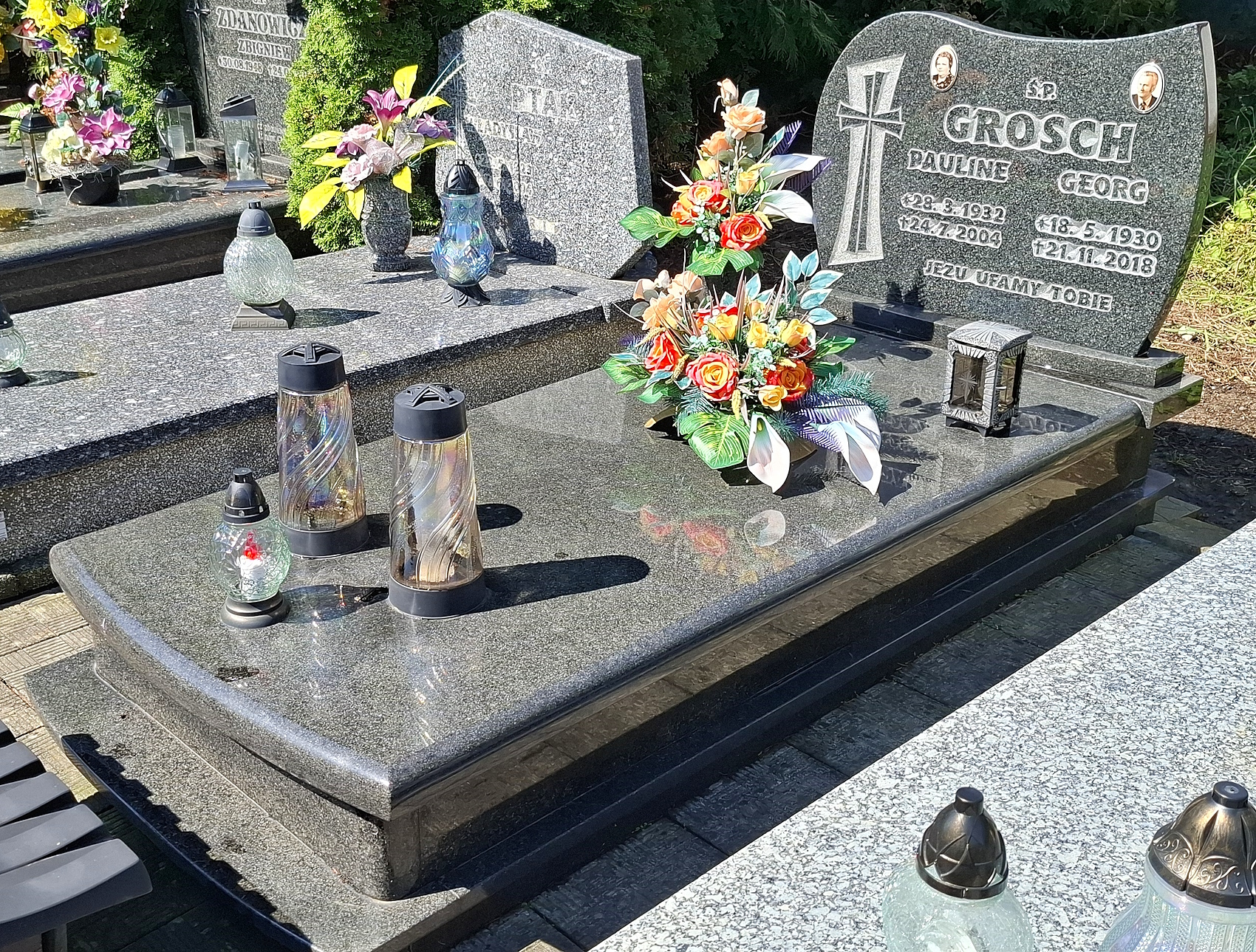
Grób Georga Groscha w Prudniku

Georg Grosch (ur. 18 maja 1930 w Prężynie, zm. 21 listopada 2018 w Prudniku) – niemiecki introligator, działacz turystyczny, społeczny i sportowy. Aktywny m.in. w Oddziele PTTK „Sudetów Wschodnich” w Prudniku, Polskim Związku Motorowym i Towarzystwie Społeczno-Kulturalnym Niemców na Śląsku Opolskim.

## Życiorys
Urodził się w Prężynie koło Prudnika na Górnym Śląsku. W 1944 ukończył szkołę podstawową w rodzinnej miejscowości. Po II wojnie światowej pozostał na ziemi prudnickiej. Do 1949 pracował „u gospodarza na roli”, następnie podjął pracę w Powiatowej Bibliotece Publicznej w Prudniku. Zdobył zawód introligatora. Od 1954 pracował w Zakładach Graficznych w Prudniku, gdzie pracował do 1990, kiedy przeszedł na emeryturę.
W 1965 został członkiem Polskiego Towarzystwa Turystyczno-Krajoznawczego. Od 1963 do 1981 współorganizował Ogólnopolskie Prudnickie Rajdy Motorowe. W 1965 wziął udział w organizacji III Ogólnopolskiego Zjazdu Przodowników Turystyki Motorowej. W latach 1967–1976 pełnił funkcję skarbnika Turystycznego Klubu Motorowego „Zryw”. Od 1970 do 1992 był członkiem Wojewódzkiej Komisji Motorowej PZM Opole. W latach 1972–1976 i 1991-1992 był członkiem Sądu Koleżeńskiego PTTK Prudnik, a od 1991 do 1992 jego wiceprezesem. W latach 1976–1989 i 2005-2008 pełnił funkcję prezesa TKM „Zryw” (od 1989 był wiceprezesem). Od 1976 do 1992 był członkiem Wojewódzkiej Komisji Motorowej PTTK w Opolu. W latach 1980–1985 był członkiem Zarządu Oddziału PTTK Prudnik, następnie w latach 1985–1989 wiceprzewodniczącym Komisji Rewizyjnej PTTK.
Posiadał uprawnienia organizatora turystyki, zasłużonego przodownika turystyki motorowej, społecznego instruktora turystyki motorowej PZMot. Działałrównież w prudnickich strukturach Towarzystwa Społeczno-Kulturalnego Niemców na Śląsku Opolskim, będąc m.in. członkiem Zarządu Powiatowego TSKN. Współorganizował Konkurs Recytatorski wierszy Josepha von Eichendorffa w Prudniku. W latach 1971–1992 udzielał się w Polskiej Federacji Campingu jako lustrator campingów w województwach opolskim, wałbrzyskim i jeleniogórskim.
W 1973 organizował imprezę motorową Finał Mistrzostw Opolszczyzny. Był weryfikatorem odznak PZM w Polskim Związku Motorowym w latach 1975–1992. Pełnił funkcje sędziego lub komandora rajdu. W 1997 prowadził trasę motorową w Wielodyscyplinarnym Rajdzie „Lato 77”. W latach 1984–2003 organizował Ogólnopolskie Indywidualne Rajdy Motorowe PTTK „Ratusze w Polsce”, w których pełnił rolę sędziego głównego, a w 2001 Rajdy „Szlakami Kardynała Stefana Wyszyńskiego”. Corocznie organizował Motorowe Rajdy Rodzinne Otwarcia i Zakończenia Sezonu Motorowego. W 2007 był organizatorem Jubileuszu 50-lecia TKM „Zryw”.
Zmarł 21 listopada 2018 w Prudniku. Został pochowany na cmentarzu komunalnym w Prudniku.

## Nagrody i odznaczenia[1]
- Srebrny Krzyż Zasługi
- Złota i Srebrna Odznaka PTTK
- Medal „50-lecia PTTK”
- Złota i Srebrna Odznaka „Zasłużony Działacz Turystyki”
- Odznaką „zasłużony dla Rozwoju Turystyki na Śląsku Opolskim”
- odznaka „25 lat w PTTK”
- Medal 35-lecia Komisji Turystyki Motorowej ZG PTTK
- Złota, Srebrna i Brązowa Odznaka „Zasłużony Organizator Imprez Motorowych PTTK”
- Plakietka „Złotej Kierownicy”
- Złota, Srebrna i Brązowa Honorowa Odznaką PZMot.
- Odznaka „Zasłużony Opolszczyźnie”
- Medal 40-lecia Polski Ludowej
- Odznaka „Zasłużony drukarz”
- Odznaka Honorowa Polskiej Federacji Campingu
- Złota Honorowa Odznaka Związku Zawodowego Pracowników Poligrafii
- Medal 50-lecia KTM ZG PTTK
- Odznaka honorowa „Za Zasługi dla Turystyki”